# Andrzej Pelczar

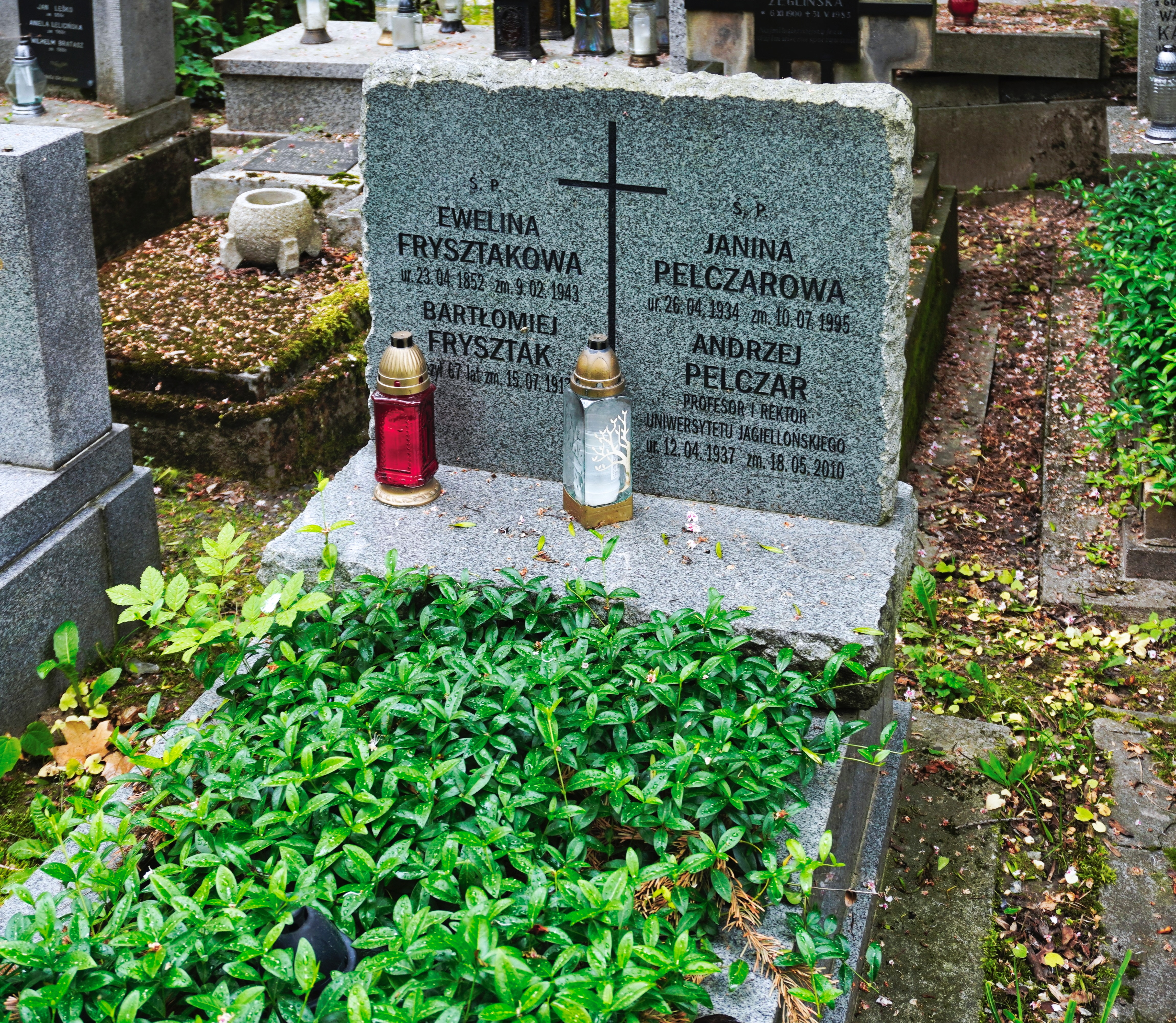
Grób Andrzeja Pelczara na cmentarzu Rakowickim w Krakowie

Andrzej Maria Pelczar (ur. 12 kwietnia 1937 w Gdańsku, zm. 18 maja 2010 w Krakowie) – polski matematyk, profesor, w latach 1990–1993 rektor Uniwersytetu Jagiellońskiego.

## Życiorys
Syn Mariana Pelczara i Marii. W 1959 ukończył studia matematyczne na Uniwersytecie Jagiellońskim. W latach 1959–1960 był stypendystą Instytutu Matematycznego PAN, w latach 1960–1961 był asystentem w Akademii Górniczo-Hutniczej w Krakowie. W 1961 powrócił na Uniwersytet Jagielloński. Tam uzyskał stopień doktora (w 1964 na podstawie pracy O istnieniu i jednoznaczności rozwiązań problemu Darboux dla równań różniczkowych cząstkowych rzędu drugiego, typu parabolicznego napisanej pod kierunkiem Tadeusza Ważewskiego) i doktora habilitowanego (w 1972 na podstawie rozprawy zatytułowanej On some extensions of the retract theorem of Ważewski). W 1980 otrzymał tytuł profesora, został profesorem nadzwyczajnym, a w 1989 profesorem zwyczajnym. W latach 1981–2007 kierował Zakładem Równań Różniczkowych w Instytucie Matematyki UJ, w latach 1981–1984 i 1987–1990 był dyrektorem IM UJ, w latach 1984–1987 prorektorem ds. studenckich UJ, a w latach 1990–1993 rektorem UJ.
Specjalizował się w zakresie analizy matematycznej, układów dynamicznych i równań różniczkowych, kontynuował pracę Tadeusza Ważewskiego. Zajmował się też historią matematyki polskiej. Był autorem i współautorem ponad stu publikacji naukowych, w tym kilku książek. Opublikował m.in. monografię poświęconą równaniom różniczkowym.
Od 1962 był członkiem Polskiego Towarzystwa Matematycznego. W latach 1975–1977 był prezesem oddziału krakowskiego, w latach 1985–2010 członkiem zarządu, w latach 1985–1987 wiceprezesem, a w latach 1987–1991 prezesem PTM. Należał do założycieli European Mathematical Society, w latach 1997–2000 był jego wiceprzewodniczącym. W latach 1993–1996 był wiceprzewodniczącym, a w latach 1996–2002 przewodniczącym Rady Głównej Szkolnictwa Wyższego. Od 1998 był członkiem korespondentem, od 2008 członkiem czynnym Polskiej Akademii Umiejętności, w latach 2008–2010 dyrektorem Wydziału Matematyki, Fizyki i Chemii PAU. W latach 1979–1993 był członkiem komitetu redakcyjnego czasopisma „Wiadomości Matematyczne”, a w latach 1991–1996 członkiem komitetu redakcyjnego miesięcznika „Delta”.
Pochowany na cmentarzu Rakowickim w Krakowie.

## Publikacje
- 1974: Elementy analizy funkcjonalnej, skrypt uczelniany AGH nr 486, Kraków.
- 1978: Ogólne układy dynamiczne, skrypt uczelniany UJ nr 293, Kraków.
- 1980: Wstęp do teorii układów dynamicznych, skrypt uczelniany AGH nr 694, Kraków.
- 1987: Wstęp do teorii równań różniczkowych, Część I: Wstęp do teorii równań zwyczajnych i równań cząstkowych pierwszego rzędu, współautor z Jackiem Szarskim, seria „Biblioteka Matematyczna”, tom 66, PWN, Warszawa.
- 1989: Wstęp do teorii równań różniczkowych, Część II: Elementy jakościowej teorii równań różniczkowych, seria „Biblioteka Matematyczna”, tom 67, PWN, Warszawa.
- 2003: Czas i dynamika w równaniach różniczkowych i układach dynamicznych, Ośrodek Badań Interdyscyplinarnych przy Wydziale Filozofii PAT, Biblos, Tarnów.

## Odznaczenia i wyróżnienia
Ordery i odznaczenia
- 2002: Krzyż Komandorski Orderu Odrodzenia Polski[5][6]
- 1993: Krzyż Oficerski Orderu Odrodzenia Polski[7]
- 1981: Krzyż Kawalerski Orderu Odrodzenia Polski
- 1993: Medal Komisji Edukacji Narodowej

Nagrody i wyróżnienia
- 1972: Nagroda im. Stefana Banacha
- 1965: Nagroda PTM dla młodych matematyków